# Archie Yates
Archie James Yates (Kent, Inglaterra, 22 de febrero de 2009) es un actor británico. Es conocido por haber interpretado a Yorki en Jojo Rabbit (2019), papel que le valió una nominación en los Premios de la Crítica Cinematográfica, y a Max Mercer en Home Sweet Home Alone (2021).

## Carrera
Yates hizo su debut como actor en la película de 2019 Jojo Rabbit, en la que interpreta a Yorki, el mejor amigo de Jojo. El 10 de diciembre de 2019, Disney anunció que Yates, Ellie Kemper y Rob Delaney iban a ser el elenco principal de Home Sweet Home Alone, la sexta entrega de la franquicia Home Alone, en su servicio de streaming Disney+. Yates fue elegido para interpretar a Max Mercer, el personaje principal. También prestó su voz al personaje Sprout en la serie animada Wolfboy and the Everything Factory de Apple TV+.

## Filmografía
| Año  | Título                | Papel      | Notas                 |
| ---- | --------------------- | ---------- | --------------------- |
| 2019 | Jojo Rabbit           | Yorki      | Debut cinematográfico |
| 2021 | Home Sweet Home Alone | Max Mercer | Papel principal       |

| Año  | Título                             | Papel       | Notas                |
| ---- | ---------------------------------- | ----------- | -------------------- |
| 2021 | Wolfboy and the Everything Factory | Sprout      | Voz; Papel principal |
| 2022 | Amphibia                           | Jojo Potato | Voz; 1 episodio      |
| 2022 | Oni: Thunder God's Tale            | Kappa       | Voz                  |

## Premios y nominaciones
| Año  | Obra nominada | Premio                                | Categoría                | Resultado |
| ---- | ------------- | ------------------------------------- | ------------------------ | --------- |
| 2020 | Jojo Rabbit   | Premios de la crítica cinematográfica | Mejor actor/actriz joven | Nominado  |